# Faraon

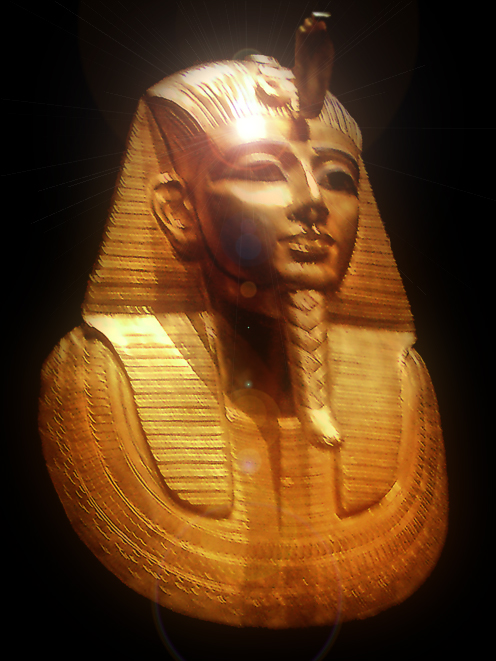
Faraon

Faraon (în coptă: ⲡⲣ̅ⲣⲟ Pǝrro) este titlul folosit pentru desemnarea conducătorului Egiptului din perioada precreștină și preislamică.

## Etimologie
Termenul Faraon este o interpretare greacă a cuvântului egiptean Per-aa însemnând în traducere directa "casă mare" și folosit în timpul Regatului Vechi ca parte a expresiei 'smr per-Aa'- 'curtean al marii case', cu referire directă la clădirea curții sau palatului. Începând cu a XII-a dinastie cuvântul apare in formularea unei urări ('Marea Casa să trăiască, să prospere și să fie sănătoasă') dar cu referire la clădirea curții și nu la rege însuși.
Prima dovadă clară a folosirii apelativului 'Per Aa' sau Faraon la adresa regelui este într-o scrisoare către Amenhotep al IV-lea (1353-1336 î.Hr) în timpul celei de a XVIII-a dinastii din perioada Regatului Nou. Înainte de această perioadă conducătorul Egiptului erau numit pur și simplu rege sau avea diferite titluri onorifice precum Horus de aur, Fiu al lui Ra sau Nebty, apelative pe care le-a păstrat și după aceea. Începând cu a XIX-a dinastie 'Per Aa' este folosit în egală măsură cu hm.f (Majestatea Sa).
Prin urmare termenul a evoluat de la referirea la o clădire către o referire respectuoasă la rege.

## Coroane și peruci

### Deshret
Coroana roșie a Egiptului de Jos, coroana Deshret, datează din epoca pre-dinastică și simbolizează conducătorul șef. O coroană roșie a fost găsită pe un ciob de ceramică din Naqada, iar mai târziu, Narmer este arătat purtând coroana roșie atât pe Narmer Macehead, cât și pe paleta Narmer.

### Hedjet
Coroana albă a Egiptului de Sus, Hedjet, a fost purtată în perioada Predinastică de Scorpion al II-lea și, ulterior, de Narmer.

### Pschent
Aceasta este combinația coroanelor Deshret și Hedjet într-o coroană dublă, numită coroana Pshent. Este documentată prima dată în mijlocul primei dinastii. Cea mai timpurie ilustrație poate să apară la domnia lui Djet, și este altfel sigur atestată în timpul domniei lui Den.

### Khat

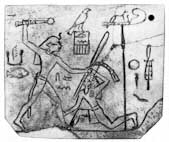
Den

Broboada de khat constă dintr-un fel de "batistă", al cărei capăt este legat în mod similar cu o coadă de cal. Cele mai vechi reprezentări ale eșarfelor khat provin din domnia lui Den, dar nu se mai regăsesc până la domnia lui Djoser.

### Nemes
Eșarfa/peruca Nemes datează din timpul lui Djoser. Este cel mai comun tip de coroană, care a fost descris în tot Egiptul faraonian. Orice alt tip de coroană, în afară de peruca Khat, a fost descris de obicei în partea de sus a Nemes. Statuia lui Serdab din Saqqara arată că împăratul purta perucă nemes.

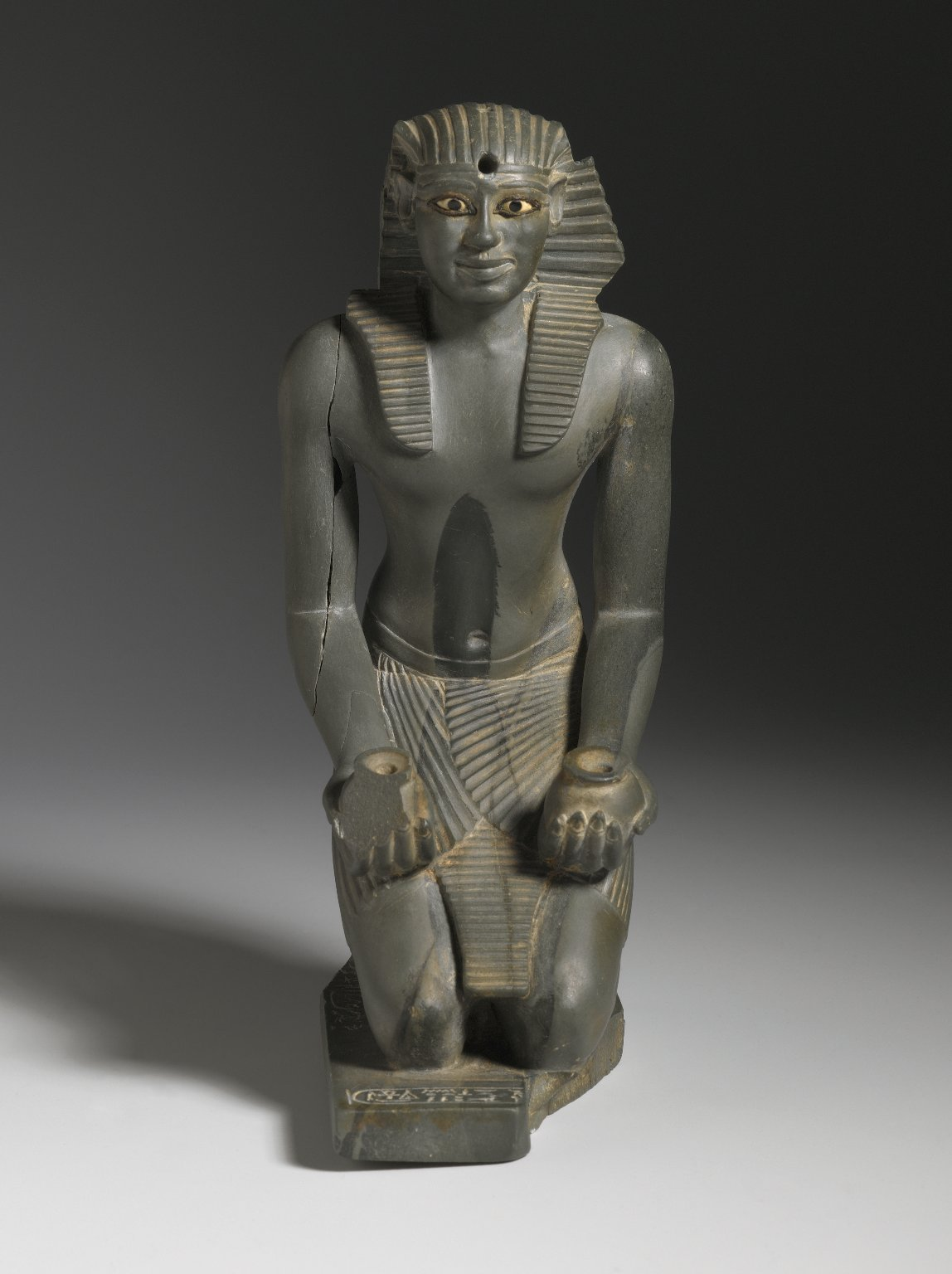
Statuia lui Pepi I (cca 2338-2298 BC) purtând o eşarfă nemes, Muzeul Brooklyn din New York

### Atef
Osiris este dovedit a purta coroana Atef, care este un Hedjet elaborat cu pene și discuri. Imaginile faraonilor care poarta coroana Atef provin din Vechiul Regat.

### Hemhem
Coroana Hemhem este de obicei descrisă în partea de sus a coroanelor Nemes, Pschent sau Deshret. Este un Atef ornamentat triplu cu un corn de oaie în formă de spirală și de obicei două uree. Folosirea (descrierea) acestei coroane începe în timpul dinastiei a 18-a din Egipt.

### Khepresh

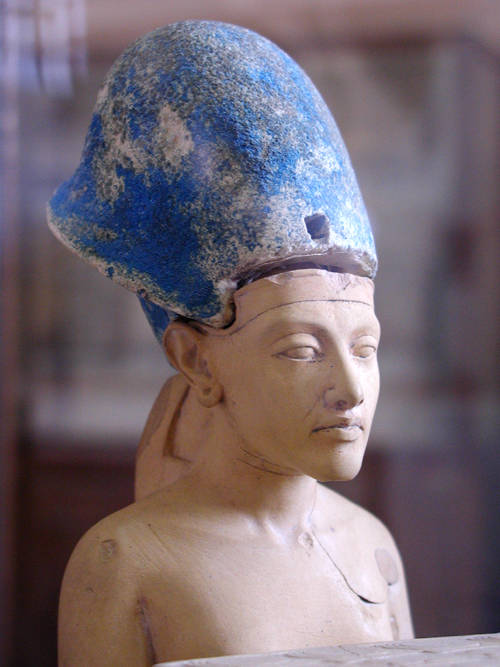
Akhenaton purtând coroana Khepresh

De asemenea, numită coroana albastră, coroana Khepresh (citit Hepreș) apare în iconografia egipteană încă din perioada Noului Regat. Khepreshul este purtat de faraon atât în război, cât și în timpul ceremoniilor religioase. În trecut istoricii o defineau ca o "coroană de luptă", însă în prezent această explicație este evitată.

### Dovada fizică
Egiptologul Bob Brier a remarcat că, în ciuda imaginii pe scară largă în portretele regale, nici o coroană veche egipteană nu a fost descoperită vreodată. Tumulul lui Tutankhamun, descoperit în mare parte intact, conținea asemenea regalia precum cârja și îmblăciu, dar nici o coroană nu se găsea printre echipamentele funerare. Au fost descoperite diademe.
Se presupune că s-ar fi crezut că coroane ar avea proprietăți magice. Speculația lui Brier este că coroanele erau elemente religioase sau de stat, deci un faraon mort probabil nu putea să-și păstreze o coroană ca o posesie personală. Este posibil ca coroanele să fi fost transmise succesorului.